# هيلاريو دوران
هيلاريو دوران هو عازف جاز وعازف بيانو كوبي، ولد في 1953 في هافانا في كوبا.

## وصلات خارجية
- هيلاريو دوران على موقع ميوزك برينز (الإنجليزية)
- هيلاريو دوران على موقع أول ميوزيك (الإنجليزية)
- هيلاريو دوران على موقع ديسكوغز (الإنجليزية)